# Schnittert (Solingen)
Schnittert ist eine Hofschaft in der bergischen Großstadt Solingen.

## Lage und Beschreibung
Der Ort befindet sich im Norden des Stadtteils Ohligs. Er wird östlich durch die Bahnstrecke Haan-Gruiten–Köln-Deutz begrenzt, am Rande von Schnittert befindet sich auch ein Bahnübergang zum Caspersbroicher Weg hin. Im Süden verläuft die Bahnstrecke Düsseldorf–Solingen, die bei Kottendorf von der anderen Bahnstrecke abzweigt und in einer langgezogenen Kurve in Richtung des Haltepunktes Solingen Vogelpark verläuft. Die zu dem Ort führende Straße Schnittert führt dort unter einer schmalen Eisenbahnbrücke hindurch. Westlich und nördlich begrenzt das Tal des Wilzhauser Baches den Ort, das ihn von den anderen Hofschaften Maubes und Wilzhaus abtrennt.
Benachbarte Orte sind bzw. waren (von Nord nach West): Wilzhaus, Caspersbroich, Monhof, Schleifersberg, Kullen, Kottendorf, Keusenhof, Maubeshaus, Kuckesberg und Maubes.

## Geschichte
Schnittert gehört zu den Höfen, die bereits weit vor dem Jahr 1500 vorhanden waren. Die erste urkundliche Erwähnung ist als Snittert auf das Jahr 1224 datiert. Die Herren von Snittert finden auch um das Jahr 1300 Erwähnung. Schnittert war überdies seit dem Mittelalter Titularort der Honschaft Schnittert innerhalb des Amtes Solingen. In dem Ort befand sich überdies das Hofgericht der Honschaft. Seit dem ersten Viertel des 18. Jahrhunderts besteht in Schnittert auch eine Honschaftsschule, die später zum Heiligenstock umzog.
Im Jahre 1715 ist der Ort in der Karte Topographia Ducatus Montani, Blatt Amt Solingen, von Erich Philipp Ploennies mit einer Hofstelle verzeichnet und als Schnittert benannt. Der Ort wurde in den Ortsregistern der  Honschaft Schnittert geführt. Die Topographische Aufnahme der Rheinlande von 1824 verzeichnet den Ort hingegen nicht. Die Preußische Uraufnahme von 1844 verzeichnet ihn als Schnittert. In der Topographischen Karte des Regierungsbezirks Düsseldorf von 1871 ist der Ort erneut als Schnittert verzeichnet.
Nach Gründung der Mairien und späteren Bürgermeistereien Anfang des 19. Jahrhunderts gehörte Schnittert zur Bürgermeisterei Merscheid, die 1856 zur Stadt erhoben und im Jahre 1891 in Ohligs umbenannt wurde. 
1815/16 lebten 90, im Jahr 1830 114 Menschen im als Weiler bezeichneten Wohnplatz. 1832 war der Ort weiterhin Teil der Honschaft Schnittert innerhalb der Bürgermeisterei Merscheid, dort lag er in der Flur IV. Bavert. Der nach der Statistik und Topographie des Regierungsbezirks Düsseldorf als Hofstadt kategorisierte Ort besaß zu dieser Zeit 20 Wohnhäuser und 23 landwirtschaftliche Gebäude. Zu dieser Zeit lebten 104 Einwohner im Ort, davon sieben katholischen und 97 evangelischen Bekenntnisses. Die Gemeinde- und Gutbezirksstatistik der Rheinprovinz führt den Ort 1871 mit 18 Wohnhäuser und 129 Einwohnern auf. Im Gemeindelexikon für die Provinz Rheinland von 1888 werden 22 Wohnhäuser mit 128 Einwohnern angegeben. 1895 besitzt der Ortsteil 26 Wohnhäuser mit 226 Einwohnern.
Das weitläufige, zumeist landwirtschaftlich genutzte Gebiet rund um Schnittert war seit Mitte des 19. Jahrhunderts zweimal Dreh- und Angelpunkt des Eisenbahnbaus. Die Bahnstrecke Gruiten–Köln-Deutz wurde von 1864 bis 1867 auf einem Damm durch das Ittertal im Nordosten von Schnittert errichtet. Die Gleise wurden unmittelbar an den zu dem Ort gehörenden Gebäuden vorbei verlegt. Bei der Hofschaft Hüttenhaus entstand der Bahnhof Ohligs-Wald, der spätere Bahnhof (Solingen-)Ohligs und heutige Solinger Hauptbahnhof. Die Bahnstrecke Düsseldorf–Ohligs wurde auf dem Abschnitt von Hilden bis Ohligs im Jahre 1894 fertiggestellt, sie führt einer langgestreckten Kurve südlich an Schnittert vorbei. Zur Querung der Straße Schnittert entstand eine schmale Eisenbahnbrücke. Seit 1979/80 diente diese Strecke ausschließlich dem S-Bahn-Verkehr, wird seit Dezember 2022 aber auch vom Düssel-Wupper-Express befahren. Zwischen 1913 und 1915 entstanden nahe Schnittert die neuen Produktions-, Lager- und Verwaltungsgebäude der Ohligser Konsumgenossenschaft Solidarität.
Mit der Städtevereinigung zu Groß-Solingen im Jahre 1929 wurde die Hofschaft Schnittert ein Ortsteil Solingens. Die ehemalige Industriestraße hinter dem Werksgelände der Firma Kronprinz in der Nähe von Schnittert erhielt am 26. April 1935 den Namen Hofgerichtsweg, um an das Gericht in Schnittert zu erinnern. Das Ortsbild in Schnittert prägen heute noch einige bergische Fachwerkhäuser. Unter Denkmalschutz steht seit 1986/1987 der Gebäudekomplex Schnitterter Weg 14, 16 und 18, der oben abgebildet ist.

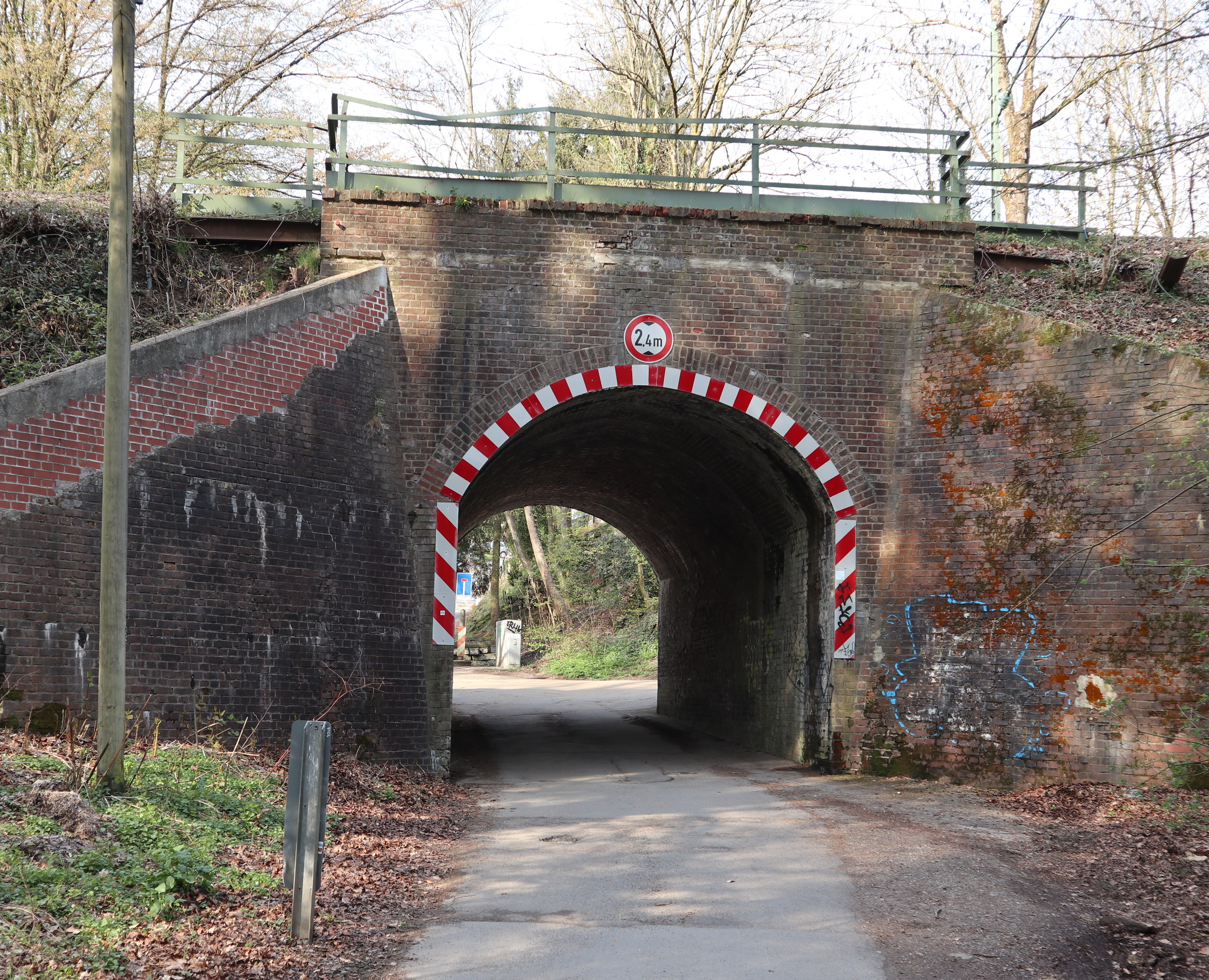
Eisenbahnbrücke Schnittert

Die Hofschaft ist bis heute nur über den Bahnübergang vom Caspersbroicher Weg aus oder über die Straße Schnittert von Süden her zu erreichen. Die Eisenbahnbrücke Schnittert der Bahnstrecke Düsseldorf–Solingen, die eine Durchfahrtshöhe von nur 2,40 Meter hat, ist seit den 2010er Jahren marode und muss neu gebaut werden. Der Neubau der Brücke ist für das Jahr 2021 vorgesehen. Die Wünsche der Anwohner, den Bahnübergang durch eine Brücke oder einen Tunnel zu ersetzen, um die teils erheblichen Wartezeiten zu verkürzen, sind aus Sicht der Bahn nicht mit Priorität umsetzbar.